# Riverton, Iowa
Riverton är en ort i Fremont County i Iowa. Vid 2010 års folkräkning hade Riverton 304 invånare.